# 烏鉞
烏鉞（1915年2月—2008年9月7日），鉞音同月，字孟黃，中華民國空軍二級上將（退役），满族，乌尔胡济氏（為該氏族唯一一個來台後裔），遼寧省營口縣人，空軍官校正8期畢業，曾任空軍總司令、中華航空公司總經理、中華航空公司董事長，並獲西班牙王國政府頒贈空軍三等十字軍功勳章。